# Davide Caprelli
Davide Caprelli (Cesena, 5 gennaio 1972) è un compositore italiano.

## Biografia
Davide Caprelli si è diplomato in pianoforte al conservatorio Bruno Maderna di Cesena sotto la guida del maestro Stefano Orioli, ha poi proseguito con gli studi di composizione prima al conservatorio con il maestro Gilberto Cappelli e poi sotto la guida del maestro Stefano Nanni.
Si dedica inizialmente alla composizione della musica per gli spettacoli teatrali di Franco Mescolini e di Gigi Palla per il Teatro Eliseo e il Teatro Le Maschere di Roma.
Nel 2010 inizia la collaborazione con la trasmissione Geo&Geo, ora GEO, di Rai 3, componendo la sigla di Cose dell'altro Geo, riarrangiando la precedente sigla di Vangelis e poi componendo, nel 2019, la nuova sigla originale attualmente in onda che nello stesso anno è stata candidata come miglior sigla di un programma estero agli Hollywood Music in Media Awards, sigla ricomposta e riarrangiata nell'edizione 2022-23. 
Nel 2014 compone le musiche per i 12 DVD dedicati ad Ayrton Senna intitolati Ayrton Indimenticabile prodotti da La Gazzetta dello Sport, edizioni RTI e RaiTrade.
Dal 2018 collabora come compositore con la trasmissione Chi l'ha visto? di Rai3.
Ha composto le musiche della serie Wild Italy (1-7) in onda su Rai5, di Francesco Petretti e le musiche di alcune puntate della serie Di là dal fiume e tra gli alberi sempre per Rai 5.
Per il cinema nel 2018 scrive la colonna sonora del film di Riccardo Salvetti Rwanda. Nel 2019 prosegue la collaborazione con Salvetti scrivendo la colonna sonora per il docu-film Die Mauer - Il muro andato in onda su Rai5 per il trentennale della caduta del muro di Berlino.
Nel 2020 compone la colonna sonora di Est - Dittatura Last Minute di Antonio Pisu per la quale viene candidato alla 75ª edizione dei Nastri d'argento nella sezione migliore colonna sonora 2021 e nel 2025 il sequel dal titolo Tornando a Est sempre per la regia di Antonio Pisu.  

## Musica per

### Cinema
- Storia di Sergio (cartone animato), regia di Rosalba Vitellaro (2025)
- Tornando a Est, regia di Antonio Pisu (2024)
- Anemos, cortometraggio di Caterina Salvadori e Vera Munzi  con Marilde Gioli e Francesco Montanari (attore) (2023)
- Pellaccia, regia di Alessandro Tamburini e Matteo Alemanno (2022)
- Libera Nos: Il Trionfo sul Male, regia di Giovanni Ziberna e Valeria Baldan (2022)
- Sospesi, regia di Martina Dall'Ara (2022)
- Est - Dittatura Last Minute, regia di Antonio Pisu (2020)
- Rwanda, regia di Riccardo Salvetti (2018)
- Die Mauer - Il muro, regia di Riccardo Salvetti (2019)
- I sogni sospesi, regia di Manuela Tempesta - cortometraggio (2019)
- Suasion, regia di Vincenzo d'Onofrio - web serie (2018)
- Cotto & frullato Z - The Crystal Gear, regia di Paolo Cellammare (2017)

### Documentari / TV
- Musica per la Campagna di comunicazione della presidenza del consiglio dei ministri per la “Prevenzione e contrasto al fenomeno del bullismo e del cyberbullismo” luglio 2025, regia Rosalba Vitellaro
- Serie Wild Italy (nove stagioni per Rai5 e Sky Nature) di Francesco Petretti
- Le Vie Della Lana, di Daniele Di Domenico
- I Giganti del Mare, di Daniele Di Domenico
- Nati Per Volare di Stefano Salvatori
- Uno Spicchio di Mondo, di Giampiero Capecchi
- Gli Uliveti di San Mauro Cilento, di Giampiero Capecchi
- Il Richiamo del Cilento, di Giampiero Capecchi
- Una Cornice di Borghi, di Giampiero Capecchi
- Un Inverno In Sila, di Giampiero Capecchi (Premio Italia Nostra, Sondrio Film Festival 2021)
- Tra i Boschi delle Serre Calabresi, di Giampiero Capecchi
- Il Fermento della Val Varaita, di Gianpiero Capecchi
- Altomonte, di Gianpiero Capecchi
- Nella Valle del Savuto, di Gianpiero Capecchi
- Un Inverno in Sila, di Gianpiero Capecchi
- Le sorprese di Fregona, di Aldo Pavan
- I Terrazzamenti di Valstagna, di Aldo Pavan
- L'Inverno in Val Badia, di Aldo Pavan
- Ayrton Indimenticabile 12 DVD dedicati ad Ayrton Senna per La Gazzetta dello Sport, regia di Grazia Michelacci (edizioni RTI / RaiTrade).
- Clown in Corsia, regia di Matteo Medri (Metters Studio e Sonne Film)
- I Figli dell'Ararat, l'Avamposto,  regia di Grazia Michelacci (RaiTrade).
- Lampedusa: l'isola che c'è, di Olivella Foresta (Premio Franco Ferrari, professione reporter)

## Riconoscimenti

### Premi colonne sonore
- Paris Play Film Festival 2025 Tornando a Est: Best Music Score
- Barcelona Planet Film Festival 2025 Tornando a Est: Best Music Score/Soundtrack
- ARFF Paris // International Film Festival 2025, Tornando a Est, Honorable Mention Best Film Score
- Mindfield Film Festival • Albuquerque 2025 per  Tornando a Est: Best Original Score Diamond Award January/February
- Mindfield Film Festival • Albuquerque 2025 per  Tornando a Est: Best Original Score Honorable Mention August 2025
- New York Independent Cinema Awards 2025 per Tornando a Est: Best Composer 26th edition
- Bristol Independent Film Festival 2024 per Pellaccia: Best Soundtrack
- Nocturna Online Brooklyn Film Festival 2024 per Libera Nos il Trionfo sul Male: Best Original Score
- Planet Cinema 2023 per Libera Nos il Trionfo sul Male: Best Original Score
- FilmHaus Berlin 2023 per Libera Nos il Trionfo sul Male: Best Original Score
- Montreal Independent Film Festival 2023 per Est: Best Composer of the season
- Rome World Cinema Fest 2023 Libera Nos Ii Trionfo sul Male: Best Composer
- Barcelona Planet Film Festival 2023 Libera Nos il Trionfo sul Male: Best Music score
- Berlin International Art Film Festival 2023 16th edition, Libera Nos il Trionfo sul Male: Best Composer
- Mindfield Film Festival • Albuquerque 2022 Libera Nos Il Trionfo sul Male: Best Original Score-Diamond Award
- Mindfield Film Festival • Albuquerque 2022 Sospesi: Best Original Score-Gold Award
- Documentaries Without Borders International Film Festival 2023 Libera Nos Best Original Score
- Global Music Awards 2022 Libera Nos Il Trionfo sul Male: Original Score/Soundtrack
- Los Angeles Film Awards 2022 Libera Nos Il Trionfo sul Male: Best Score
- Paris Art and Movie Awards 2021, per Est: Best Score/Composer, awarded by John Lunn
- 18° Salento International Film Festival: per Est-Dittatura Last Minute: Best Movie Soundtracks
- InterContinental Music Awards 2021: Best of Pangea Film Score “The Right Thing” from the soundtrack Est
- Barcelona Planet Film Festival 2020 per Est: Best Soundtrack / Music score
- Global Music Awards 2021 per Est: Original Score/Soundtrack
- Paris Play Film Festival 2021 per Est: Best Score / Est / Composer / Soundtrack
- Bristol Independent Film Festival  2020 per Rwanda: Best Soundtrack
- European Cinematography Awards (ECA) 2020 per Rwanda: Best Original Score
- Las Vegas International Film & Screenwriting Festival 2020 per Rwanda: Musical Score
- Global Music Awards 2019 per Rwanda: Original Score/Soundtrack Movie & Television
- Festigious Los Angeles 2019 per Rwanda: Monthly Film Competition Best Original Score
- Barcelona Planet Film Festival 2019 per Rwanda: Best Soundtrack / Music score
- Mindfield Film Festival • Albuquerque 2019 per Rwanda: Best Original Score
- New York Film Awards 2019 per Rwanda: Best Score
- Cult Critic Movie Awards 2018 per Rwanda: Best Films Score - Soundtrack
- Tracks Music Awards 2018 per Rwanda: Best Film Score
- Los Angeles Film Awards 2018 per Rwanda: Score
- Calcutta International Cult Film Festival 2018 per Rwanda: Best Film Score - Soundtrack
- Global Music Awards 2014 per Ayrton Indimenticabile: Original Soundtrack Movie & Television
- Global Music Awards 2014 per Wild Italy 1: Original Soundtrack Movie & Television

### Nominations e Selezioni ufficiali
- Nastri D’Argento 2021 per Est: Miglior Colonna Sonora
- InterContinental Music Awards 2025, Tornando a Est, Music
- Montreal Independent Film Festival 2025, Tornando a Est, Best Composer of the season
- Cannes Arts Fest 2025, Tornando a Est, Best Composer
- Documentaries Without Borders International Film Festival 2025, Sospesi, Original Score
- LA Independent Film Channel Festival 2025 per Tornando a Est, Best Composer
- 2025 ARFF Amsterdam // International Film Festival, Tornando a Est, Best Film Score
- 2025 ARFF Berlin // International Film Festival Best, Tornando a Est, Best Film Score
- Berlin International Art Film Festival per Libera Nos 2023: Best Composer
- European Cinematography Awards (ECA) 2022 per Libera Nos : Best Original Score
- Lonely Wolf #23LWIFF per SOSPESI: Original Soundtrack
- Lonely Wolf #23LWIFF per Libera Nos: Original Soundtrack
- Fabrique Du Cinéma Awards 2021 per Est--Dittatura Last Minute: Best Italian Soundtrack
- Los Angeles CineFest 2022 per Est: Film Score
- New York Film Awards 2021 per Est: Best Score
- International New York Film Festival 2021 Est: Music Score/Film Score
- International Sound & Film Music Festival (ISFMF) 2021 per Est: Feature Film, Score
- CINEGATE Film Festival & Crystal Aurora Awards 2020 per Est Best Original Score
- Hollywood Art and Movie Awards 2020 per Rwanda: Score
- International New York Film Festival 2020 per Rwanda: Music Score/Film Score
- New York Film Awards 2020 per Est: Best Score
- Chautauqua International Film Festival CIFF 2020 per Rwanda: Best Music Score/Film Score
- ARFF - Around International Film Festival Paris  2025 Tornando a Est: Best Film Score

### Premi singoli brani
- North Dakota Human Rights Arts Festival 2019 per il brano Acheropita: Musical Performance, incisa dall'Orchestra Corelli di Ravenna: composition/composer
- Global Music Awards 2017 per il brano Take Care of Her: composition/composer
- Global Music Awards 2016 per il brano The Prestige, incisa dall’Orchestra Sinfonica della Radio Bulgara: composition/composer
- Global Music Awards 2016 per il brano Life: composition/composer

## Teatro
- Cuore e Senza Cuore, regia di Gigi Palla (2008-2014) - Teatro Ghione (Roma)
- The Hole, regia di Gigi Palla (2011) - Teatro Stabile del Giallo (Roma)
- Robin Hood nei giardini di Roma, regia di Gigi Palla (2005-2011) - Teatro Eliseo (Roma)
- Le pietre scartate, regia di Roberto Fabbri (2011) – Chiesa S.Agostino (Cesena)
- E pur si muove quello che ha visto Galileo, regia di Gigi Palla (2009-2011) - Teatro Eliseo (Roma)
- Nonno Charlie e Il Mistero Dell’anello Mancante, regia di Gigi Palla (2009-2013) - Teatro Eliseo (Roma)
- La Marcia dei Giganti, regia Roberto Fabbri (2009) per il Millenario della Cattedrale di Sarsina (Sarsina)
- Le Mille e una Note, regia di Gigi Palla (2007-2012) - Teatro Eliseo (Roma)
- L’Incredibile baule volante del signor Andersen, regia di Alberto Milazzo (2005) - Teatro Eliseo (Roma)
- Andersen il Ciabattino, regia di Franco Mescolini (2005) -Teatro Bonci (Cesena)
- I Pirati, (2005) libretto di Bruno de Franceschi per il Festival Internazionale del Teatro Musicale Per Ragazzi (Cortona)
- Peter Pan, regia di Gigi Palla (2003) - Teatro Eliseo (Roma)
- Buon Natale Mr Scrouge, regia di Gigi Palla (2003) - Teatro Le Maschere (Roma)
- Arlecchino Al Gran Ballo Di Sfessania, regia di Gigi Palla (2003) - Teatro Eliseo (Roma)
- Le Favole, regia di Gigi Palla (2003) - Teatro Eliseo (Roma)
- Marco Valdo, regia di Franco Mescolini (2003) -Teatro Bonci (Cesena)
- Turandot, regia di Gigi Palla (2003) - Teatro Le Maschere (Roma)
- Il Pesciolino d’Oro, regia di Gigi Palla (2003) - Teatro Le Maschere (Roma)
- Se Sono Note…Suoneranno, regia di Gigi Palla (2003) - Teatro Eliseo (Roma)
- La Grammatica della Fantasia, regia di Gigi Palla (2002) - Teatro Eliseo (Roma)
- La Storia Di Tutte Le Storie, regia di Gigi Palla (2002) - Teatro Eliseo (Roma)
- Il Principe Felice, regia di Gigi Palla (2001)- Teatro Le Maschere (Roma)
- I Vichinghi, regia di Franco Mescolini (2001) - Teatro Bonci (Cesena)
- 24° Prima Ciak si Gira, regia di Franco Mescolini (2001) - Teatro Le Maschere (Roma)
- Don Chisciotte & Il Pony Express, regia di Franco Mescolini (2001) - Teatro Le Maschere (Roma)
- Asinaria, regia di Franco Mescolini (1999) - Plautus Festival, Arena Plautina (Sarsina)
- Il Castello, regia di Luigi Mezzanotte (1998) - Plautus Festival, Arena Plautina (Sarsina)

## Pubblicazioni
- God Is Love, biografia di Lenny Kravitz (2015) - Edizioni Volo Libero
- Tra funk e fede, biografia di Lenny Kravitz (2004) - Edizioni Arcana
- Che amore sia, biografia di Lenny Kravitz (1999) - Edizioni Arcana